# Фонтне ле Мармион
Фонтне ле Мармион (фр. Fontenay-le-Marmion) насеље је и општина у северној Француској у региону Доња Нормандија, у департману Калвадос која припада префектури Кан.
По подацима из 2011. године у општини је живело 1612 становника, а густина насељености је износила 158,66 становника/km². Општина се простире на површини од 10,16 km². Налази се на средњој надморској висини од 50 метара (максималној 92 m, а минималној 17 m).

## Демографија
| 1962. | 1968. | 1975. | 1982. | 1990. | 1999. | 2011. |
| ----- | ----- | ----- | ----- | ----- | ----- | ----- |
| 1.026 | 1.045 | 1.262 | 1.408 | 1.375 | 1.470 | 1.612 |

График промене броја становника у току последњих година